# Lotte no Omocha!
Lotte no Omocha! (яп. ロッテのおもちゃ!, досл. «Игрушка Лоттэ») — сэйнэн-манга, написанная и иллюстрированная автором Юй Хагой, выходящая в журнале Dengeki Maoh с июля 2007 года. В формате танкобонов выпускается издательством ASCII Media Works. Аниме-сериал по сюжету произведения был создан студией Diomedea под руководством режиссёра Фумитоси Оидзаки, его трансляция на телеканалах Японии прошла с апреля по июнь 2011 года. Открывающую композицию сериала Tenshi no CLOVER (яп. 天使のCLOVER) исполняет Aimi, закрывающую Manatsu no Photograph (яп. 真夏のフォトグラフ) — azusa.

## Сюжет
Действие разворачивается в вымышленном мире Альвхейм. Наследнице правящего трона, принцессе-суккубу Астаротте Игвар исполнилось 10 лет, и для поддержания своей молодости и красоты ей необходимо создать собственный гарем. Суккубы должны употреблять вещество под названием Саузфрюма (яп. サウズフリュマ Саудзуфурюма, англ. Sauzfryma), иначе - сперма. В манге это слово обозначено иероглифами как семя-источник жизни (яп. 生命種精 Сэймэйсюсэй).

## Персонажи

### Главные персонажи
- Астаротта «Лоттэ» Игвар (яп. アスタロッテ・ユグヴァール Асутароттэ Югува:ру, англ. Astarotte «Lotte» Ygvar)

Сэйю — Риэ Кугимия
10-летняя главная героиня серии. Как суккубу, по достижении совершеннолетия ей для поддержания красоты и здоровья будет необходима сперма, подобно тому, как для вампиров нужна свежая кровь. Однако, получив по вине своей безбашенной матери психологическую травму, девочка стала нелюдимой и боящейся мужчин. Зная, что дерево Иггдрасиль, создающее путь между её и человеческим миром, уже долгое время повреждено, она потребовала, чтобы первым, кто войдёт в её гарем, стал представитель человеческого рода.
- Наоя Тохара (яп. 塔原 直哉 То:хара Наоя)

Сэйю — Рина Сато
Главный мужской герой серии, 23 года. Человек, которого перенесло дерево Иггдрасиль, чтобы тот стал первым в гареме Лоттэ. Отец Асухи.
- Асуха Тохара (яп. 塔原 明日葉 То:хара Асуха), она же Асухарит Игвар (яп. アスハリート・ユグヴァール Асухари:то Югува:ру, англ. Asuhariet Ygvar)

Сэйю — Юкари Тамура
10-летняя дочь Наои и Мерчелиды. Весёлая и непосредственная девочка, испытывающая непреодолимую неприязнь к ношению нижнего белья.
Первая из дочерей королевы, получившая крылья.

### Персонажи королевства Игвар

#### Замок Лоттэ
- Юдит Снорревик (яп. ユーディット・スノーレヴィク Ю:дитто Сно:рэвику, исл. Judit Snorrevík)

Сэйю — Хитоми Набатамэ
Обер-камергер и главная фрейлина замка. Отправилась за Наоей в его мир.
- Олав Фридмар (яп. オラフ・フリズマール Орафу Фуридзума:ру, исл. Olav Friðmar)

Сэйю — Тё
Дворецкий, бывший обер-камергер.
- Гризельда Регинхард (яп. グリゼルダ・レギンハルド Гуридзэруда Рэгинхарудо, исл. Griselda Reginhard)

Сэйю — Аюми Фудзимура
Начальник охраны дворца. Прозвище — Зельда (яп. ゼルダ Дзэруда).
- Эльфледа Мирьясдоттир (яп. エルフレダ・ミルヤスドッティル Эруфурэда Мируясудоттиру, исл. Elfleda Mirjasdottír)

Сэйю — Юи Хориэ
Одна из служанок. Прозвище — Эффи (яп. エフィ Эфи).
- Кутфледа (яп. クートフレダ Ку:тофурэда, исл. Cuthfleda)

Сэйю — Мисаки Судзуки
Служанка. Прозвище — Ку (яп. クー Ку:).
- Нина (яп. ニナ・ヒルデブランド Нина Хирудэбурандо)

Одна из охранников дворца, в звании капрала. Носит одежду B-типа (бикини). Наездница дракона, возила Наою с Асухой между замком Лоттэ и башней из слоновой кости (когда она ещё была далеко). Бодрая девочка, присоединяет к фразам окончание (с)су (яп. ッス ссу).

#### Башня из слоновой кости
- Ингрид Сорвейг Соргримс (яп. イングリッド・ソルヴェイク・ソルグリムス Ингуриддо Сорувэйку Соругуримусу, исл. Ingrid Sorveig Sorgríms)

Сэйю — Тива Сайто
Мудрец, проводит время за чтением книг и исследованиями. Предположительно, самая умная из ныне живущих существ. Получила от Асухи прозвище Ини (яп. イニ Ини). Имеет кроличьи уши.
- Сорвейг Отто Соргримс (яп. ソルヴェイク・オットー・ソルグリムス Сорувэйку Отто: Соругуримусу, исл. Sorveig Otto Sorgríms)

Отец Ингрид, умерший пять лет назад. Обладал практически всеми знаниями о мире, и перед смертью передал их дочери с помощью изобретённого им же устройства.
- Тацуо (яп. タツオ Тацуо)

Голем. Помощник Ини, занимается уборкой, стиркой, простейшей готовкой и прочими мелочами. Как правило, големы не могут выполнять слишком сложную работу.

#### Замок Ринхирд
Ринхирд (яп. リーンヒルド Ри:нхирудо, исл. Rínhird)
- Мерчелида «Мерчи» Игвар (яп. メルチェリーダ・ユグヴァール Мэрутери:да Югува:ру, исл. Mercelída Ygvar)

Сэйю — Юко Минагути
Мать Астаротты и Асухи.
- Урсула Сюмарлиди (яп. ウルスラ・シュマルリージ Урусура Сюмарури:дзи, исл. Úrsúla Sumarliði)

Сэйю — Юко Кайда
Подруга и охранник Мерчелиды.
- Ингоульвюр Магни (яп. インゴルヴ・マグニ Ингоруву Магуни, исл. Ingólfur Magni)

Обер-камергер замка Ринхирд. Мужчина среднего возраста, хорошего телосложения. Одиннадцать лет назад, когда Мерчелида посетила Мидгард, уже служил ей.
- Исольд (яп. イソルド Исорудо, исл. Isold)

Сэйю — Нао Тояма
Женщина, исполняющая обязанности подбора партнёров на ночь для Мерчелиды.
- Сиар (яп. シアール Сиа:ру, исл. Siar)

Покойный бывший муж Мерчелиды. После его смерти, она не занималась поисками нового супруга.
- Исринд Игвар (яп. イースリンド・ユグヴァール И:суриндо Югува:ру)

Предыдущая королева королевства Игвар. Мать Мерчелиды, соответственно, бабушка Лотты.
- Фи (яп. フィー Фи:)

Сэйю — Сакура Тангэ
Появляется в OVA. В юном возрасте путешествовала в Мидгард вместе с Мерчелидой. Показана в виде летучей мыши.
- Кирик Сигвальди (яп. キリク・シグヴァルディ Кирику Сигуваруди, исл. Kirik Sigvaldi)

Персонаж, встречающийся только в манге. Полковник королевской армии. Получил от Асухи прозвище "малюська".
- Эльдоур Эмильсон (яп. エルドール・エミルソン Эрудо:ру Эмирусон, исл. Eldór Emilson)

Лейтенант на службе у Кирика.

#### Королевская академия

##### Ученицы
- Элика Дракюль Дрёйпнильс (яп. エリカ・ドラクール・ドレイプニルス Эрика Дораку:ру Дорэйпунирусу, исл. Elíka Drakul Draupnils)

Сэйю — Юко Гото
Дочь барона и представитель расы вампиров.
- Миструн Аусгрим (яп. ミストルーン・アウスグリム Мисутору:н Аусугуриму, исл. Místrúne Ásgrím)

Сэйю — Мию Мацуки
Подруга Асухи и Астаротты, прозвище — Мист (яп. ミスト Мисуто).
- Уннбьёрг Сигнар (яп. ユンビョルク・シグナル Юмбёруку Сигунару, исл. Unnbjörg Signar)

Сэйю — Рё Хирохаси
Подруга Асухи и Астаротты, прозвище — Юна (яп. ユナ Юна).
- Люкка Эйстри (яп. リュッカ・エイストリ Рюкка Эйсутори, исл. Lucca Austri)

Сэйю — Юи Хатано
Подруга Асухи и Астаротты.
- Нана Литидлькёттюр (яп. ナーナ・リテルケット На:на Ритэрукэтто, исл. Nana Lítillköttur)

Ученица с кошачьими ушами.

##### Ученики
- Бьярки Грайдн (яп. ビャルケ・グライン Бярукэ Гурайн, исл. Bjarki Grænn)

Носит солнцезащитные очки, причёска в стиле афро. Сигюрд называет его Модзя (яп. モジャ Модзя).
- Катоу Гюлльсьоур (яп. カトウ・ギュルショール Катоу Гюрусё:ру, исл. Kató Gullsjór)

Носит солнцезащитные очки, причёска в стиле скинхед. Сигюрд называет его Хагэ (яп. ハゲ Хагэ).
- Нильс Стоурандлит (яп. ニルス・ストールアンドレット Нирусу Суто:руандорэтто, исл. Níls Stórandlit)

Парень небольшого роста. На летних каникулах проходил тренировки ниндзя, владеет техникой вызова небольшого порыва ветра, способного задрать юбку.
- Исадоура также учится здесь вместе с Сигюрдом, переодевшись в мужскую одежду.

##### Преподаватели
- Энья Ниюхали (яп. エンヤ・ニウハーレ Энъя Ниуха:рэ, исл. Enja Níuhali)

Сэйю — Наоми Синдо
Директор академии.
- Мина (яп. ミーナ Ми:на, англ. Meena)

Сэйю — Тэцудзи Ота
Учитель танцев.
- Сив Бирта (яп. シフ・ベルタ Сифу Бэрута, исл. Sif Birta)

Учитель истории.

### Персонажи из Свартайда
- Свейдн Свартайд (яп. スヴェイン・スヴァルトヘイズ Сувэйн Суварутохэйдзу, исл. Sveinn Svarthæð)

Король Свартайда.
- Рурик Свейднссон Свартайд (яп. ルーリック・スヴェインソン・スヴァルトヘイズ Ру:рикку Сувэйнсон Суварутохэйдзу, исл. Rúrik Sveinnsson Svarthæð)

Первый принц Свартайда, старший брат Сигюрда.
- Торхельга Свартайд (яп. ソルヘルガ・スヴァルトヘイズ Сорухэруга Суварутохэйдзу, исл. Þorhelga Svarthæð)

Сэйю — Рёко Сираиси
Принцесса Свартайда и беспокойная старшая сестра Сигюрда. Прозвище — Хельга (яп. ヘルガ Хэруга).
- Сигюрд Свейднссон Свартайд (яп. シグルド・スヴェインソン・スヴァルトヘイズ Сигурудо Сувэйнсон Суварутохэйдзу, исл. Sigurð Sveinnsson Svarthæð)

Сэйю — Хироюки Ёсино
Второй принц Свартайда, младший брат Хельги и Рурика.
- Исадоура Финнсдоттир (яп. イサドーラ・フィンスドッティル Исадо:ра Финсудоттиру, исл. Ísadóra Finnsdottír)

Сэйю — Кана Асуми
Молочная сестра Сигюрда. Очень небольшого роста, с повязкой на правом глазу. Прозвище — Доура (яп. ドーラ До:ра).
- Криэт Трьедис (яп. クリエート・トレイディス Куриэ:то Торэйдису, исл. Críet Trédís)

Сэйю — Кана Асуми
Простолюдинка, на самом деле, внебрачная дочь короля Свейдна. Прозвище — Криэ (яп. クリエ Куриэ).